# Marcin Klemensowski

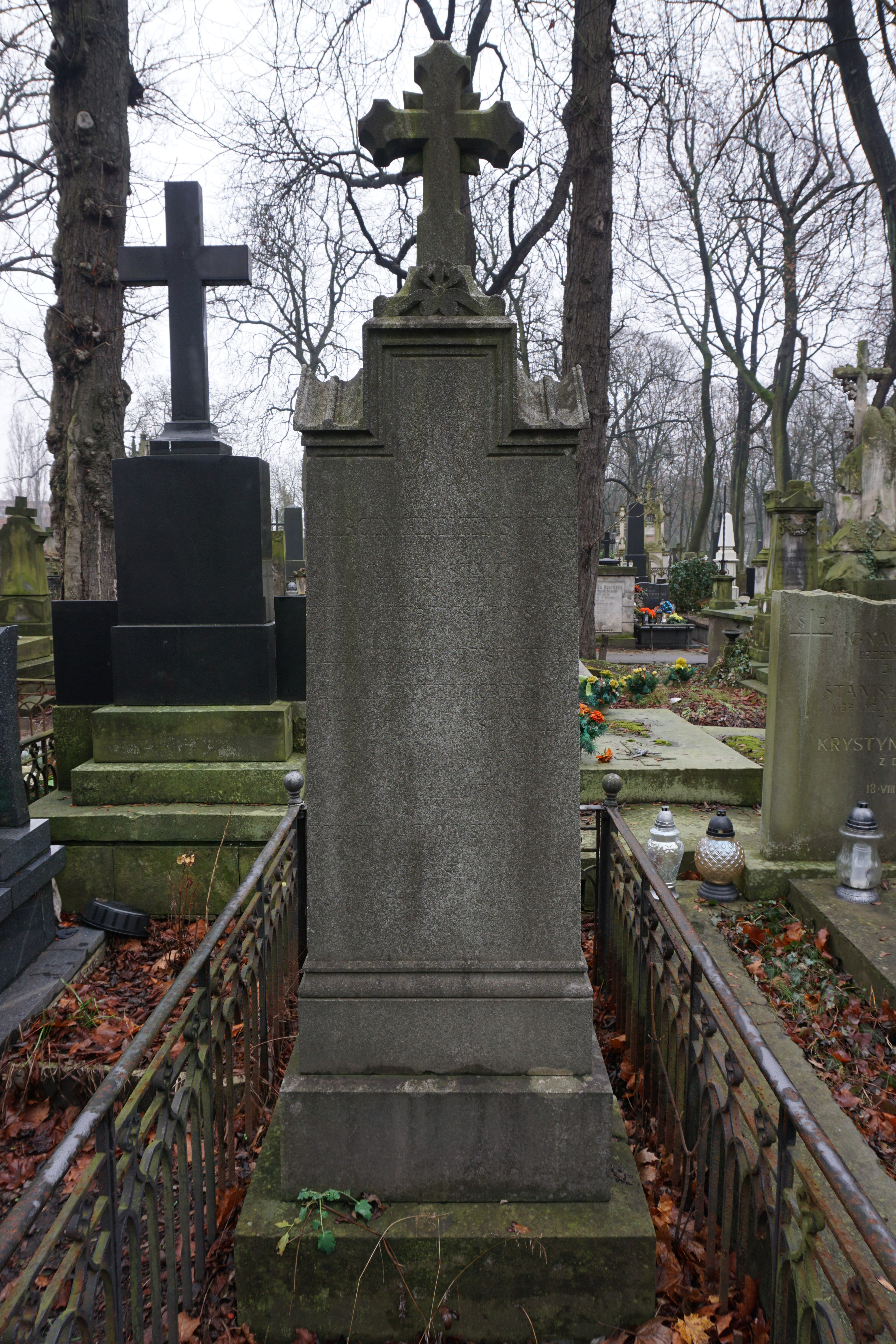
Grób Marcina Klemensowskiego na cmentarzu Powązkowskim

Marcin Klemensowski (ur. 9 listopada 1791 w Lachowicach (powiat stryjski), zm. 13 lutego 1869 w Warszawie) – szlachcic herbu Celejów, uczestnik wojen napoleońskich, powstaniec listopadowy.

## Życiorys
Syn Antoniego i Brygidy z domu Bełdowskiej.
Służbę rozpoczął w wojsku Księstwa Warszawskiego. 15 sierpnia 1811 roku dostał przydział do batalionu saperów Księstwa Warszawskiego. W 1812 roku został skierowany do Szkoły Aplikacyjnej Artylerii i Inżynierów. 27 grudnia 1812 roku awansowany na podporucznika. Odbył kampanie lat 1813–1814. Walczył w bitwach pod Lipskiem, Hanau czy Meaux.
Po upadku Napoleona powrócił do kraju. W armii Królestwa Polskiego dostał przydział do Kwatermistrzostwa Generalnego jako porucznik. W 1818 roku awansował na kapitana. Powszechnie uważany za jednego z najzdolniejszych oficerów. Prowadził prace topograficzne. W 1820 roku znalazł się w komisji demarkacyjnej, która wytyczała granicę rosyjsko-austriacką. Od 1828 pracował w Szkole Aplikacyjnej. Wykładał geodezję i topografię.
Podczas powstania listopadowego walczył między innymi pod Wawrem (omal nie został zabity; przed śmiercią uratował go porucznik Wodnicki) czy Ostrołęką (odznaczył się przy rozbiórce mostu na Narwi pod ogniem rosyjskiej artylerii). 26 maja 1831 roku został tymczasowym kwatermistrzem generalnym wojska czynnego. Był bliskim współpracownikiem generała Ignacego Prądzyńskiego. 19 sierpnia 1831 roku został awansowany na pułkownika. 5 października 1831 roku wraz z główną armią pod dowództwem generała Macieja Rybińskiego został internowany na terytorium Prus (internowany w Elblągu). Nie udał się na emigrację. Powrócił do kraju (9 lutego 1832 roku).
W Warszawie stawił się przed Komisją Rządową Wojny. Ponownie złożył carowi przysięgę. Zamieszkał w pałacu w Celejowie koło Puław. Wstąpił do służby cywilnej jako inżynier. Od 1840 roku inspektor komunikacji lądowej, od 1847 roku członek ogólnego zarządu komunikacji. W 1857 roku odbył podróż do Włoch, Francji i Wielkiej Brytanii. W 1860 roku przeszedł na emeryturę. Zbierał mapy. Interesował się archeologią. Kolekcjonował dokumenty dotyczące powstania listopadowego.
Ożenił się z Ludwiką Sakowicz. Miał z nią syna Ludwika Anastazego. Zmarł w 1862 roku. Pochowano go na cmentarzu Powązkowskim w Warszawie (kwatera 27 rząd 4  grób 14). Jego zbiory umieszczone w Bibliotece Krasińskich zostały zniszczone podczas II wojny światowej.

## Odznaczenia
- 28 października 1813 roku – Legia Honorowa nr 41709 za Lipsk
- 24 maja 1830 roku – znak honorowy za 15 lat nieskazitelnej służby oficerskiej
- 3 marca 1831 roku – złoty krzyż nr 11 za Wawer